# Уран Беслімі
Уран Беслімі (нім. Uran Bislimi, нар. 25 вересня 1999, Базель, Швейцарія) — швейцарський футболіст косовського походження, півзахисник клубу «Лугано» та національної збірної Швейцарії.

## Ігрова кар'єра

### Клубна
Уран Беслімі народився у місті Базель і є вихованцем місцевих клубів. Починав свою юнацьку кар'єру Уран у молодіжній команді клубу «Конкордія» з Базеля. У 2015 році він перебрався до «Базеля». Але з 2017 року футболіст виступав лише за дублюючий склад.
Не маючи в подальшому можливостей пробитися до основи «Базеля», у 2019 році Беслімі перейшов до клубу другого дивізіону «Шаффгаузен», де провів три сезони. 
Влітку 2022 року Беслімі перейшов до клубу Суперліги «Лугано», з яким підписав контракт на чотири роки. Дебютну гру у вищому дивізіоні футболіст провів 24 липня 2022 року проти «Грассгоппера».

### Збірна
У 2018 році Уран Беслімі провів одну гру в юнацькій збірній Швейцарії (U-19).
У вересні 2019 року Урана Беслімі був викликаний на матчі молодіжної збірної Косова але того разу на поле не вийшов. Також восени 2022 року футболіст мав отримати виклик до національної збірної Косова на матчі Ліги націй але відмовився від запрошення, мотивуючи тим, що хоче повністю зосередитися на виступах за клуб. Але в листопада 2022 року Беслімі провів два товариських матчі у складі національної збірної Косова, а в поєдинку проти команди Фарер відзначився забитим голом.
Влітку 2023 року Уран Беслімі був внесений до заявки національної збірної Швейцарії на матчі відбору до Євро - 2024. 19 червня 2023 року у матчі проти Румунії Беслімі дебютував у збірній Швейцарії, коли вийшов на заміну в кінці матча.
Влітку 2024 року Уран Беслімі внесений в заявку збірної Швейцарії на участь у чемпіонаті Європи - 2024.